# 郝昭
郝 昭（かく しょう、生没年不詳)は、中国後漢末期から三国時代にかけての人物。魏の軍人。字は伯道。并州太原郡の出身。子（嫡子）は郝凱。「明帝紀」が引用する『魏略』に記述がある。

## 経歴
若い頃から軍人として曹操に仕えた。勇猛果敢で、各地を転戦して武功を立て、雑号将軍となった。
220年、西平の麹演が反乱を起こし、酒泉の黄華と張掖の張進がこれに呼応して太守を殺害すると、武威の異民族もこれに呼応した。魏平と共に以前から金城に駐屯していた郝昭は、詔勅を受けていたものの動けずにいたが、蘇則の助けにより進軍し、蘇則や毌丘興（毌丘倹の父）と協力してこれを鎮圧した（「蘇則伝」）。
227年、西平の麹英が反乱を起こすと、郝昭は鹿磐と共に鎮圧に派遣され、麹英を斬った（「明帝紀」）。河西を鎮守すること十年余り、民も異民族も畏服したという。
228年、曹真は蜀漢の諸葛亮が陳倉を攻めて来ることを予測し、郝昭と王生を派遣して城を修治させ、守りを固めた。予測通り、諸葛亮が侵攻し陳倉を包囲した。諸葛亮は郝昭の同郷である靳詳を派遣して何度も降伏を呼びかけたが、郝昭は自身は必死の決意で事に当たっていること述べこれを帰らせた。一方、守備を任されていた郝昭は曹真の命を厳格に守り、数千程度のわずかな軍隊で諸葛亮の軍勢を寄せ付けず、頑健に防衛した。諸葛亮はまず雲梯（梯子車）や衝車（破城槌）を用いたが郝昭は火矢と石臼でこれを破壊した。次に井闌（攻城櫓）を使って城中に矢を射掛けさせた。これには城内に防御用の塀を作って防いだ。さらに地下に坑道を掘って城裏に出ようとした。郝昭は城から横穴を掘ってこれを妨害した。結局攻防戦が二十余日にも及んだため、諸葛亮は陳倉を落とせないまま兵糧が底をついてしまい、魏の援軍も迫ったので撤退した（陳倉の戦い）。
洛陽に凱旋した郝昭は曹叡（明帝）からその戦功を褒め称えられ、列侯の爵位を与えられた。しかし、曹叡が郝昭を要職に抜擢しようとすると、程なく病に倒れた。
彼は臨終の際、子に対し｢わしは将軍であったから、将軍など大したものでないことを知っておる。また陵墓を暴いて、その木を使い武器を作ったこともあるから、手厚い葬式など死者には無用のものであることも知っておる。お前は必ずわしが今着ている服のまま埋葬せよ。ただ生者にのみ居場所があるのであり、死後に居場所などあるはずがあろうか。ここは元の先祖代々の地からは遠い。東西南北お前の都合のいいところに埋葬するがよかろう｣と言い遺した。
没後、子が後を継いだ。
小説『三国志演義』では「雑覇将軍」という設定になっている。また、蜀側では郝昭が重病に倒れた隙を突いた諸葛亮が、陳倉城を急襲して落としたことにしており、さらに魏側では既に郝昭が病死したため、陳倉の防備を放棄したということにされている。